# Indigofera natalensis
Indigofera natalensis är en ärtväxtart som beskrevs av Harry Bolus. Indigofera natalensis ingår i släktet indigosläktet, och familjen ärtväxter. Inga underarter finns listade i Catalogue of Life.